# Edward Berger
Edward Berger (ur. 2 lipca 1934, zm. 24 stycznia 2017 w Bydgoszczy) – polski inżynier elektryk i działacz państwowy, w latach 1980–1981 przewodniczący Prezydium Wojewódzkiej Rady Narodowej w Bydgoszczy.

## Życiorys
Absolwent inżynierii elektrycznej na Politechnice Gdańskiej. Był głównym inżynierem i dyrektorem Zakładu Energetycznego Toruń, a następnie szefem Zakładów Energetycznych Okręgu Północnego w Bydgoszczy. Został przewodniczącym komisji ochrony pracy Związków Zawodowych Energetyków oraz komisji energetycznej przy grudziądzkim oddziale Federacji Stowarzyszeń Naukowo-Technicznych NOT. Od 1960 roku działacz Stowarzyszenia Elektryków Polskich, w latach 1975–1978 kierował jego bydgoskim oddziałem.
Wstąpił do Polskiej Zjednoczonej Partii Robotniczej. Zasiadał w Wojewódzkiej Radzie Narodowej w Bydgoszczy, od 5 grudnia 1980 do 26 marca 1981 roku zajmował stanowisko przewodniczącego jej prezydium. Stanowisko utracił wkrótce po prowokacji bydgoskiej z 19 marca. Nastąpiła ona w trakcie obrad WRN, gdy wbrew pierwotnym ustaleniom nie dopuścił do głosu działaczy NSZZ „Solidarność”. W efekcie 24 marca 1981 roku złożył rezygnację.
27 stycznia 2017 roku pochowany na cmentarzu komunalnym w Bydgoszczy przy ul. Wiślanej.

## Odznaczenia
Odznaczony m.in. Srebrnym Krzyżem Zasługi (1973), Złotą Odznaką Honorową NOT i Srebrną Odznaką Honorową SEP.